# Dalsroa
Dalsroa là một làng nằm ở Na Uy.